# Minuszinszki Martyjanov Tájmúzeum
A Minuszinszki Martyjanov Tájmúzeum (orosz nyelven: Минусинский краеведческий музей им. Н.М. Мартьянова) az oroszországi Krasznojarszki határterület Minuszinszk városának 1877-ben alapított múzeuma, Szibéria egyik legrégebbi ilyen létesítménye.

## Ismertetése
A múzeum nem csak a várossal és közvetlen környezetével kapcsolatos emlékeket őrzi és kutatja,  hanem Dél-Szibéria egyik tudományos központja is. A Felső- és Közép-Jenyiszej területén (a mai Krasznojarszki határterület déli részén, Hakaszföldön és Tuvában) élő népek természeti környezetével, történelmi és kulturális örökségével kapcsolatos múzeumi gyűjteménye összesen több mint 200 ezer tételből, tudományos könyvtára 137 ezer kiadványból (címből) áll (2021. elején). Munkatársai a régió történelmére és természetére vonatkozó témákban folytatnak kutatásokat. Kiállításait évente mintegy 200 ezer látogató keresi fel, a (pandémiás) 2020-ban 184 699 látogatója volt.

## Története

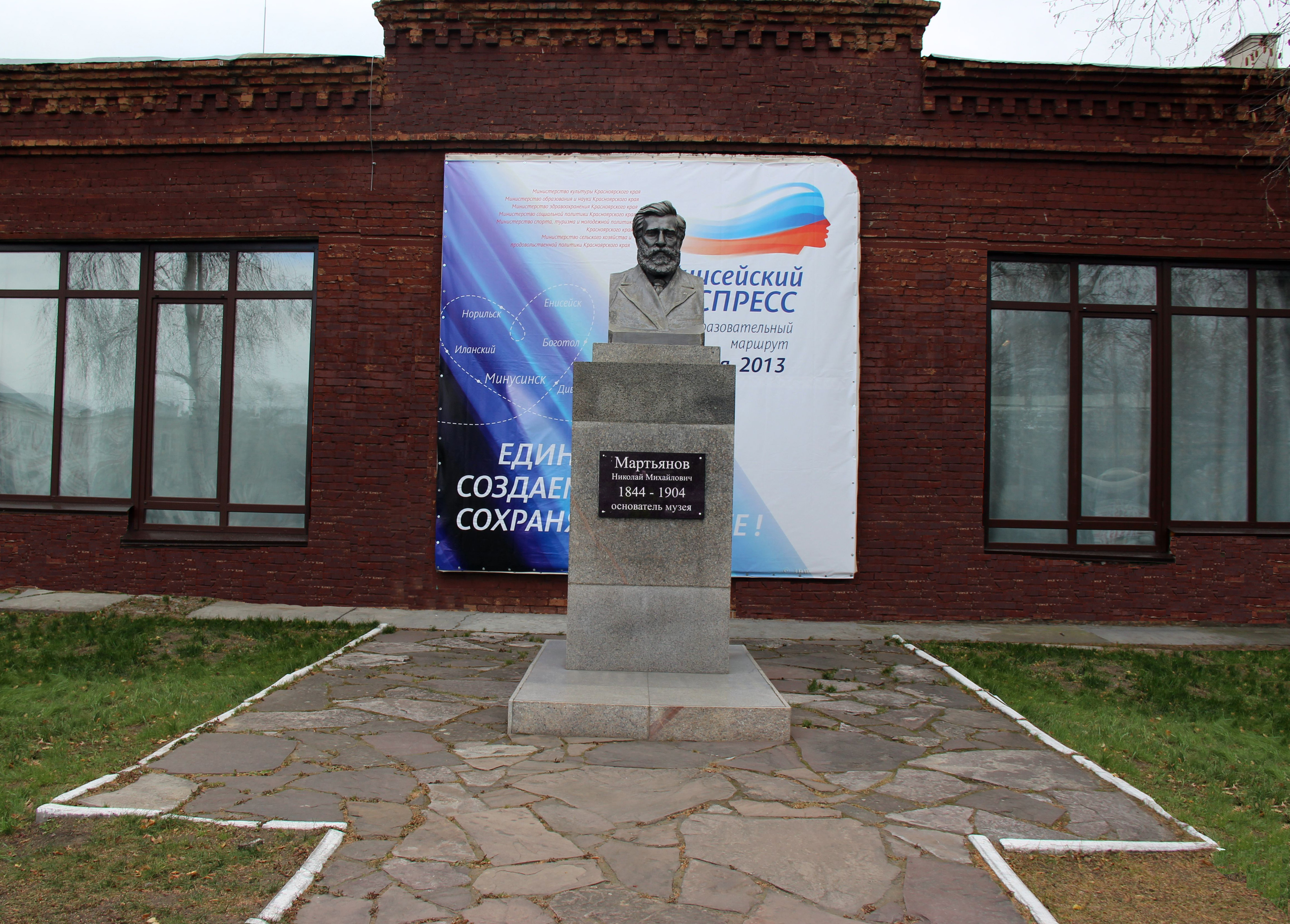
Ny. M. Martyjanov emlékműve a múzeum udvarán (2013)

A múzeum alapítója Nyikolaj Mihajlovics Martyjanov patikus, botanikus, aki 1877 elején kezdeményezte a város elöljáróinál egy múzeum létesítését. A városi duma ülésén, 1877. június 6-án jóváhagyták a múzeum programját és alapszabályát, és létrehoztak egy múzeumi bizottságot a polgármester vezetésével. 1879-ben a gyűjteményt átköltöztették egy téglaépületbe. 1890-ben a múzeum új, saját épületbe helyezhette át gyűjteményeit, 1900-ban pedig adományból egy újabb épületet emeltek, melyben a múzeumi könyvtár kapott helyet. Az alapító halála után, 1904-ben az intézményt Ny. M. Martyjanovról nevezték el.
1920-ban a múzeumi bizottságot megszüntették. Az intézményt közel negyven éven át a városi egyesület tartotta fenn. A szűkös anyagiak ellenére a múzeum gyűjtőutakat, tudományos expedíciókat szervezett, és az évek során egyedülálló néprajzi, régészeti és természettudományi gyűjteményeket alakított ki.
A világháború után az intézmény központi irányítása alá került, 1957-ben pedig a határterület kormánya lett a fenntartója. Az 1950-es években a második épületet jelentősen, 1800 négyzetméteres területtel bővítették, de ezt az épületet a pártiskola kapta meg, amely ott 1972-ig ott működött. 1971-től 1999-ig a múzeum igazgatója V. A. Kovaljov volt, (Minuszinszk díszpolgára), aki visszavezette a múzeumot az alapító által megteremtett hagyományokhoz. Tőle L. N. Jermolajeva vette át az irányítást, aki összesen 40 évig volt a múzeum munkatársa (szintén a város díszpolgára). 2017-től az igazgató Sz. A. Boriszova.

## Állandó kiállításai
(Nem teljes lista)
- Szibéria élő természeti világa
- Ősi kőszobrok
- A Szajánok és az Altaj ősi civilizációi
- A Szajánok és az Altaj etnikai csoportjai
- A Jenyiszej-menti táj déli része a 18. századtól a 20. század elejéig

2015-ben elkezdődött a 2. számú épület felújítása. Ezalatt a 25 kiállítási teremből csak 8 terem, valamint az időszakos kiállításoknak helyet adó két terem volt látogatható.

## Gyűjteményei
- Régészeti gyűjtemény – a múzeum egyik legfontosabb tudományos forrása, több mint 33 ezer tételből áll. Különböző korszakokból származó tárgyakat tartalmaz, a felső paleolitikumtól a késő középkorig: bronz-, vas- és csonttárgyak, kő, kerámia edények, valamint sztélék, kőszobrok és -táblák rovásírásos és egyéb feliratokkal. Kiemelkedő az ókori bronzok különleges gyűjteménye.
- Iparművészeti, életmód és néprajzi gyűjtemény – 18 ezer tétel. Dél-Szibéria és Ázsia népei életének, kultúrájának tárgyi emlékei. A néprajzi anyag gyűjtése már a múzeum alapításakor megkezdődött. Jelentős értéket képvisel a 19. század végéről származó hakasz kollekció, mely az 1900. évi párizsi világkiállításon ezüstérmet kapott.
- Természettudományi gyűjtemény – 35 ezer tétel főleg állattani és botanikai, továbbá paleontológiai, antropológiai és geológiai anyag. Az állattani osztályt számos kitömött állat, nedves preparátum és Grigorij Nyikolajevics Potanyin kagylógyűjteménye képviseli, a madártani anyag 1165 példányból áll. A botanikai gyűjtemény több mint 25 000 herbáriumi lapot tartalmaz, beleértve a N. M. Martyanov által gyűjtött herbáriumot, több mint 1000 lapot.
- Numizmatikai gyűjtemény – több mint 8000 tétel. Különleges tudományos értéket képvisel a Kínából és a szomszédos országokból származó középkori érmék gyűjteménye (több mint 300 érme). Kiemelkedő a 16–20. századból való lengyel érmék gyűjteménye és a 19. századi ezüstérme gyűjtemény, N. P. Kuznyecov krasznojarszki aranyműves adománya 1906-ból.
- Nyomtatványok és dokumentumok (naplók, fotók, stb.) – 30 ezer tétel. Itt őrzik többek között a minuszinszki színház történetének legrégibb dokumentumait, a politikai száműzöttek helyi tartózkodását bemutató dokumentumokat (a 19. század végétől az 1950-es évekig).

További gyűjtemények: festészet, ikonok – 1000, grafika – 800 tétel; technikatörténet – régi háztartási gépek, ritka rádiók és televíziók; fegyvergyűjtemény (90 tétel), 
Minuszinszk város képtárát 1990-ben alapították. 2017-ben a kb. 500 képből álló képtárat szervezetileg a múzeumhoz csatolták, azóta önálló osztályként működik.

## Tudományos könyvtára
Az 1878-ban alapított könyvtár több mint 136 ezer kiadványt őriz, köztük több szibériai újság, folyóirat 1870-től megjelent számait, Szibéria és Oroszország történetével kapcsolatos ritka kiadványokat is (földrajz, néprajz, régészet, természetrajz, stb.). Az értékes anyag elsősorban a különféle tudományterületek tudósait és kutatóit érdekelheti.

## Filiáléi
- G. M. Krzsizsanovszkij és V. V. Sztarkov Emlékmúzeuma
- Dekabristák Múzeuma